# Ololygon argyreornata
Ololygon argyreornata (Synonym: Scinax argyreornatus, Hylodes argyreornatus) ist ein neotropischer Frosch aus der Familie der Laubfrösche. Diese Art war früher in der Gattung Scinax vertreten und wurde innerhalb dieser Gattung zur Scinax catharinae-Klade gezählt. Die Gruppe wurde 2016 zu einer eigenen Gattung mit dem Namen Ololygon erhoben, aber Ende 2019 wieder zu Scinax gestellt. Nach weiteren detaillierten molekulargenetischen und  morphologischen Untersuchungen im Jahre 2023 wurde die Ausgliederung der Scinax-catharinae-Klade unter dem Gattungsnamen Ololygon bestätigt.

## Verbreitung
Diese in Brasilien endemische Art kommt in den Küstenregionen Ost- und Südbrasiliens, von den Bundesstaaten Bahia bis Santa Catarina in Höhen bis zu 1000 m über dem Meeresspiegel  vor.

## Beschreibung
Dieser Laubfrosch ist im Vergleich zu anderen Vertretern der Gattung sehr klein. Teixeira & Vrcibradic (2004) untersuchten 110 Individuen, von denen die Männchen eine Kopf-Rumpf-Länge von 14,4 bis 20,8 mm (Durchschnitt 16,2 ± 1,0 mm) und ein Gewicht von 0,4 bis 1,0 g (Durchschnitt 0,5 ± 0,1 g) besaßen, während die Weibchen eine KRL von 18,1 bis 23 mm (Durchschnitt 20,7 ± 1 mm) und ein Gewicht von 0,5 bis 12, g (Durchschnitt 1,0 ± 0,2 g) aufwiesen. Die Weibchen waren signifikant größer als die Männchen.

## Lebensraum und Ökologie
Ololygon argyreornata kommt sowohl in Wäldern als auch offenen Gebieten, wie dem Restinga-Buschland, jedoch nicht in Agrarland vor. Die Art findet sich häufig in Bromelien oder auf anderer Waldvegetation in der Nähe seiner temporären oder permanenten Reproduktionsgewässer.
Die von Teixeira & Vrcibradic (2004) untersuchten adulten Weibchen hatten 94–197 (Durchschnitt 130,1 ± 30,1) reife Oozyten in ihren Eierstöcken. Daraus ergibt sich, dass die Gelegegröße dieser Art, im Vergleich zu Laubfröschen mit ähnlicher Körpergröße, gleich groß oder kleiner ist.
Im Mageninhalt der von Teixeira & Vrcibradic (2004) untersuchten Tiere fanden sich hauptsächlich Landasseln und Käferlarven.

## Gefährdung
Die IUCN listet Ololygon argyreornata als „nicht gefährdet“ („Least Concern“). Seine weite Verbreitung und die Tatsachen, dass die Art ein breites Spektrum von Habitaten annimmt, die Gesamtpopulation einen stabilen Trend zeigt und genügend groß geschätzt wird, begründen dies. Die Bearbeiter sehen es als unwahrscheinlich an, dass die Bestände der Art schnell genug abnehmen können, um eine höhere Gefährdungsstufe zu rechtfertigen. Zudem kommt die Art in mehreren Schutzgebieten vor. Landwirtschaft, Abholzungen und expandierende menschliche Siedlungen stellen neben dem Sammeln von Bromelien die Hauptgefährdungsgründe der Art dar.

## Synonyme
- Hylodes argyreornatus Miranda-Ribeiro, 1926
- Eleutherodactylus argyreornatus Myers, 1962
- Hyla argyreornata Bokermann, 1966
- Ololygon argyreornata Fouquette & Delahoussaye, 1977
- Scinax argyreornata Duellman & Wiens, 1992

Köhler & Böhme (1996) berichtigten die Endung des Art-Epithetons auf -us, während die Art in der Gattung Scinax war. Jetzt lautet die Endung wieder auf -a.